# Sulfură de sodiu
Sulfura de sodiu este un compus chimic cu formula Na2S, întâlnită adesea în forma hidratată Na2S·9H2O. Este o sare incoloră, solubilă în apă, iar în soluție dă un pH puternic alcalin. Expusă la aerul umed, emană hidrogen sulfurat, un compus gazos cu miros neplăcut, de ouă stricate.

## Obținere
La nivel industrial, Na2S este obținută prin încălzirea termică a sulfatului de sodiu cu carbon (sub formă de cărbune) ca și agent reducător:
Na2SO4  +  2 C  →  Na2S  +  2 CO2
În laborator, sarea poate fi preparată prin reducerea sulfului elementar cu sodiu în amoniac anhidru, sau cu sodiu în THF, catalizată de naftalină:
2 Na  +  S  →  Na2S

## Proprietăți chimice
Prin oxidarea sulfurii de sodiu cu peroxid de hidrogen se obține sulfat de sodiu:
Na2S  +  4 H2O2   →   4 H2O  +  Na2SO4
Prin tratarea cu sulf elementar, se obțin polisulfuri:
2 Na2S  +  S8   →  2 Na2S5